# Фомін Георгій Володимирович
Георгій Володимирович Фомін (Жора Фомін; 16 липня 1969, Нижній Тагіл, Свердловська обл., РСФСР — 30 вересня 2021, Київ) — український кінорежисер, сценарист, письменник, актор, журналіст.

## Життя і творчість

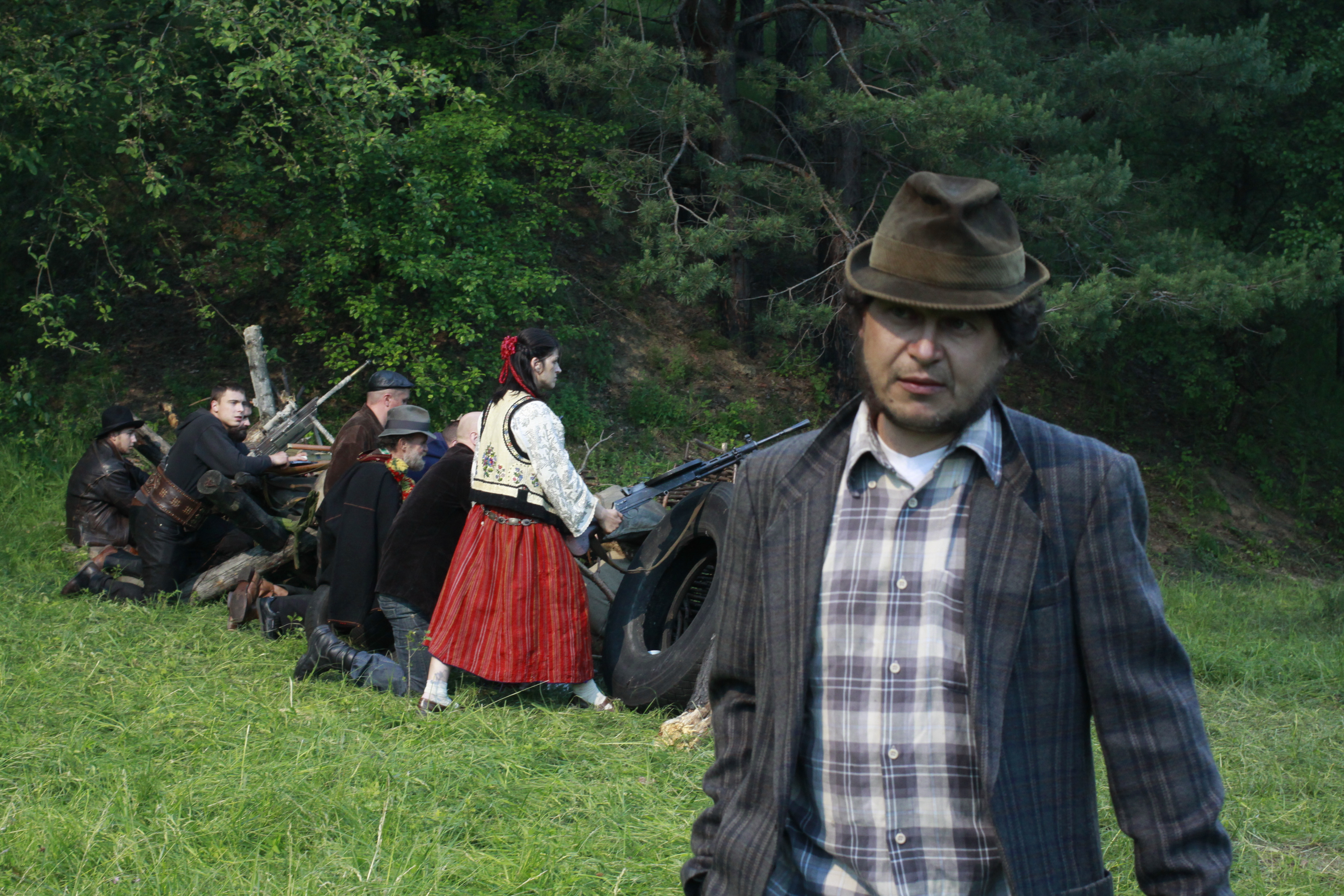

Народився у Нижньому Тагілі, мешкав з батьками у Шадрінську (Зауралля). У 16 років самостійно переїхав до Києва. Службу в радянській армії проходив у Нагірному Карабасі під час Карабаського конфлікту.
Після повернення з армії публікувався в гумористичному журналі «Блін» (шеф-редактор Роберт Віккерс).
Навчався на кінофакультеті КДІТМ ім. І. К. Карпенко-Карого (1994—1999, майстерня Юрія Герасимовича Іллєнка) та здобув освіту режисера кіно. Дипломна робота — короткометражний фільм «Ліфтер» (1997).
2000 — короткометражний фільм «Древо пізнання».
У 2000—2002 роках — асистент режисера на зйомках кінофільму «Молитва за гетьмана Мазепу».
У 2004 році — співавтор проєкту Леся Подерв'янського «Ваша Галя балувана».
2003—2005 роки — редактор в журналі FHM та автор ідеї гонзо-проекту «Дрінкдайвінг» (журнал «Наш»).
2006—2009 роки — відповідав за рубрики «Театр» та «Спорт» в журналі «Time Out» Київ. В цей час Георгій Фомін написав цілу низку дотепних статей та став автором ексклюзивних інтерв'ю.
З 2011 року повертається до кар'єри кіносценариста та режисера.
2012—2017 роки — у театрі «КРОТ» грав роль пророка Миколи у виставі режисера Андрія Крітенка за п'єсою Леся Подерев'янського «Павлік Морозов».
Георгій Фомін є автором сценарію художнього фільму режисерки Алли Пасікової «Жучок» (2015), автором однієї з кіноновел фільму режисера Олександра Шапіро «Вісім» (2016), співсценаристом повнометражного художнього фільму режисерки Алли Пасікової «На краєчку світу» (2002).
У 2012 році сценарій Фоміна «Вересень» («Шлях мерця») став переможцем пітчінгу Держкіно. Зйомки розпочалися лише у 2016 році під назвою «Шлях мерця». Про завершення виробництва фільму було повідомлено продюсером в лютому 2019 року, але прем'єра, до якої режисер не дожив, відбулася у 2023 - фільм вийшов на екрани під назвою "Вересень".
Друкувався в журналах «FHM», «Ego», «MAXIM», «НАШ», «Блін», «Time Out».
Акторські роботи в кінофільмах: «Аве Марія» (1999), «На краєчку світу» (2002), «Молитва за гетьмана Мазепу» (2002), «Право на захист» (2002), «Овід» (Китай) (2003), «Зелена кофта» (2013), «Жучок» (2015), «Остання безодня», «Злий бос», «Вересень» («Шлях мерця»).
Автор п'єс і кіносценаріїв «ЖЗЛ», «Воровские рассказы», «Маленькі комедії», «Психея», «Гера», «Пушкін», «Біси», «Мезар Баїр», автор книги «Калнишевський».
Помер 30 вересня 2021 року у Києві. Похований на Байковому кладовищі.